# Grove GTK 1100

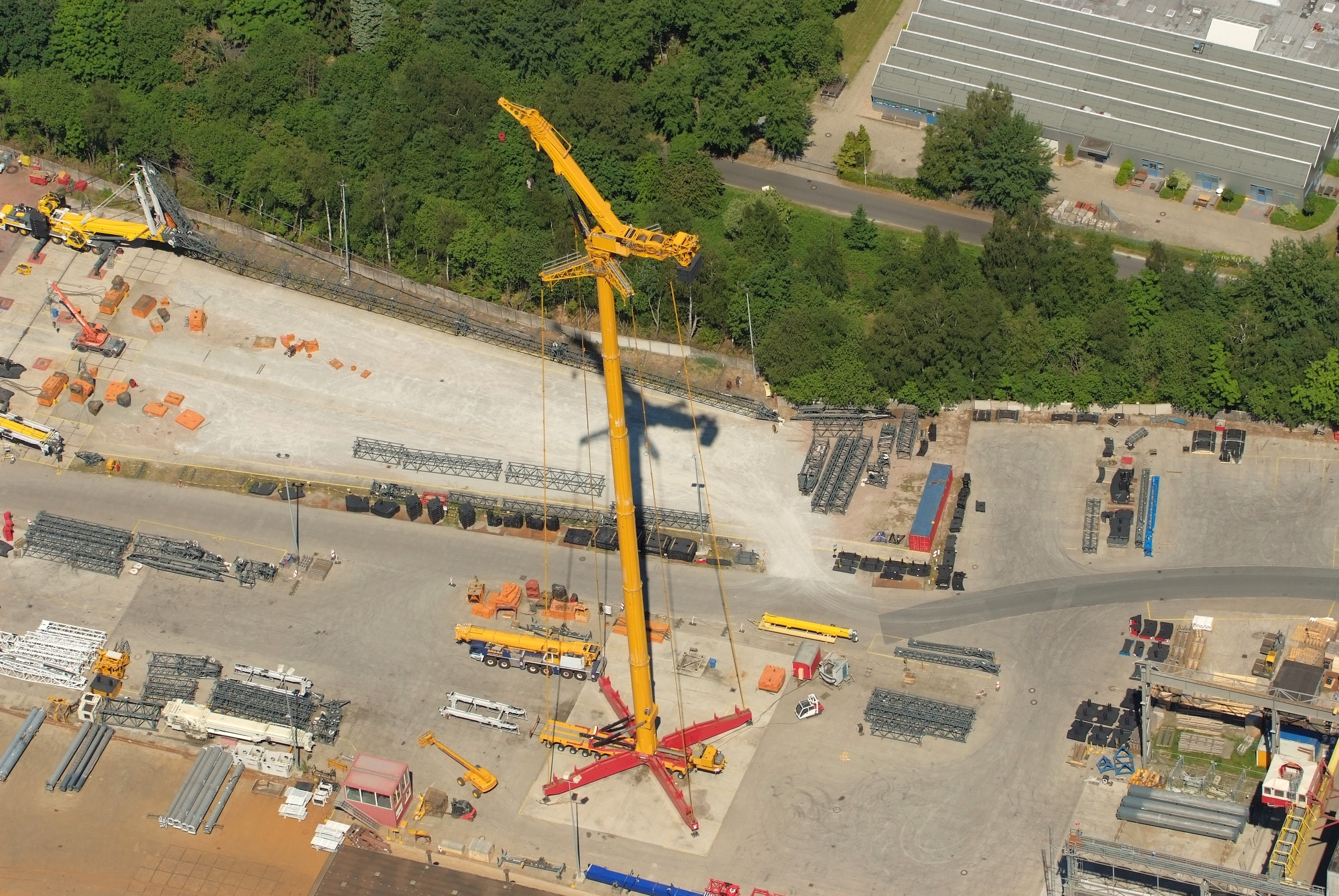
Bau im Werk Wilhelmshaven

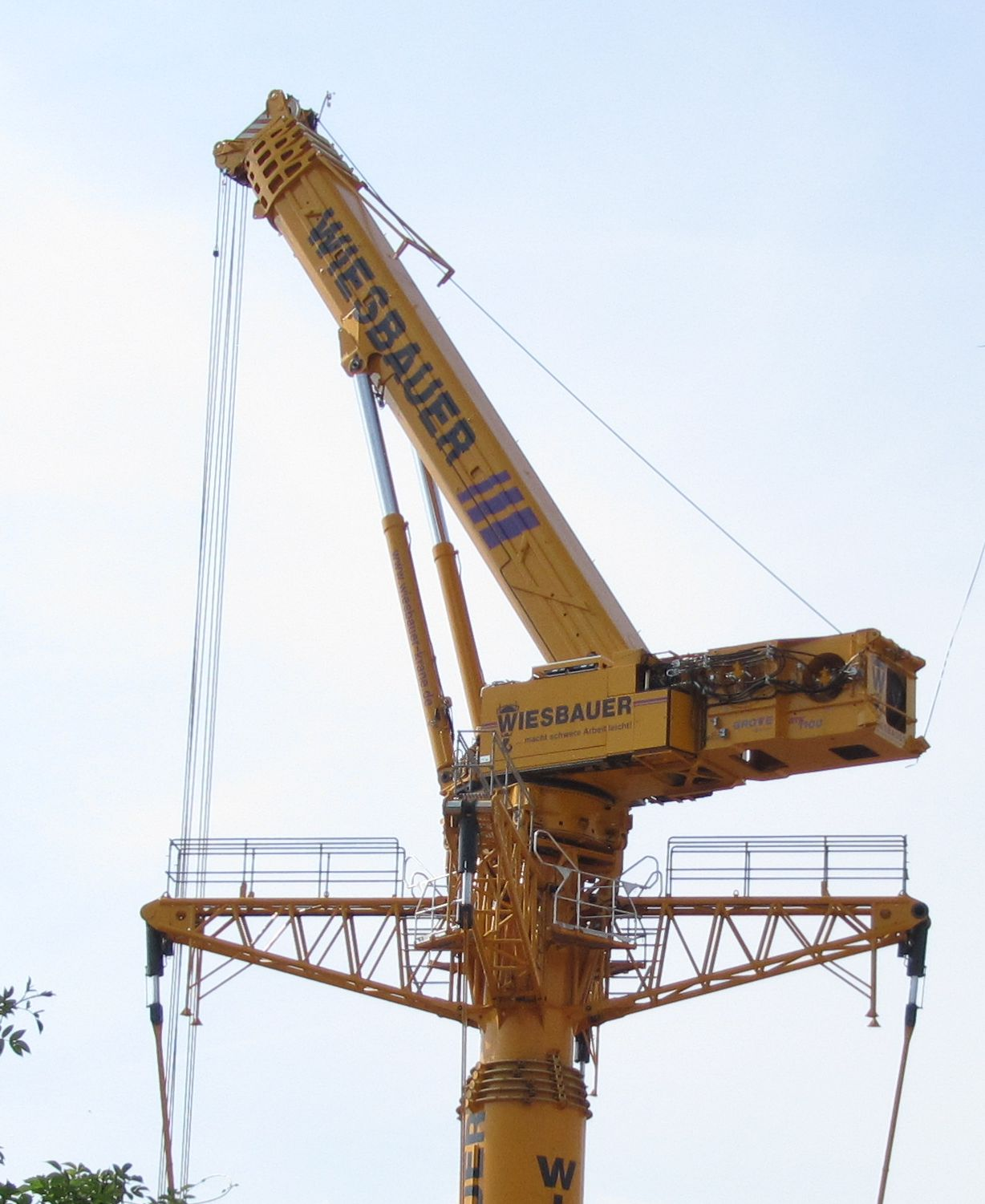
Detail

Der Grove GTK 1100 ist ein Fahrzeugkran des amerikanischen Herstellers Manitowoc-Grove und wird in Wilhelmshaven produziert. Der GTK 1100 ist besonders für Einsätze, bei denen große Hubhöhen erforderlich sind (beispielsweise an Windkraftanlagen) bei geringem Platzbedarf geeignet und weist daher eine deutlich andere Bauweise als übliche Fahrzeugkrane auf. Er ist eine Mischung aus obendrehendem Teleskop-Turmkran und Teleskop-Fahrzeugkran. Er wurde in Zusammenarbeit mit der Firma Wiesbauer aus Bietigheim-Bissingen entwickelt und auf der bauma 2007 der Öffentlichkeit präsentiert.

## Aufbau
Den Unterwagen des GTK 1100 bildet ein neunachsiger Sattelanhänger, auf dem ein sechsteiliger rohrförmiger Teleskopturm mit einer maximalen Höhe von 76,4 Metern befestigt ist. Der Turm wird horizontal transportiert und zum Betrieb hydraulisch in die Senkrechte gebracht. Am Unterwagen sind vier Stützen mit einer Abstützbasis von 18 × 18 Metern angebracht, die zum Transport demontiert und separat transportiert werden.
Der Oberwagen, der ebenfalls separat auf einem Tieflader transportiert wird, ist leicht modifiziert vom Mobilkran GMK 7450 übernommen worden und verfügt über einen fünfteiligen 16 bis 60 Meter langen Teleskopausleger, der zusätzlich mit einer Montagespitze ausgerüstet werden kann. Damit ergibt sich eine maximale Rollenhöhe von 140 Metern.
Um die Stabilität zu erhöhen, ist der Turm über vier Abspannstangen abgespannt. Diese sind am oberen Ende des Turmes an vier kleinen Gitterauslegern befestigt und am unteren Ende an den Stützen.
Am Kran selbst ist keine Kabine befestigt. Die Steuerung des Krans erfolgte anfangs durch einen mobilen Steuerstand vom Boden aus. Mittlerweile sind einige GTKs mit einer Kabine ausgerüstet, die auf dem Raupenfahrwerk eines Minibaggers aufgebaut ist. Dadurch ist es für den Kranführer problemlos möglich, mit seiner Kabine die Position einzunehmen, von der aus er die beste Sicht hat.
Zum Transport des GTKs sind vier Sattelauflieger ausreichend, was für Kräne dieser Größenordnung sehr wenig ist.
- 1 × Turm
- 1 × Oberwagen
- 2 × Stützen und Gitterausleger

Unter Umständen wird noch ein weiterer LKW für Zubehör und Kleinteile wie Anschlagmaterial oder Abstützplatten benötigt und falls mit Oberwagenballast gearbeitet wird, muss dieser ebenfalls noch zusätzlich transportiert werden.

### Montage
Bei der Montage werden zunächst die Abstützungen mit einem zusätzlichen Hilfskran am Unterwagen montiert. Danach wird der Oberwagen am noch waagrechten Turm befestigt. Anschließend wird der Turm in die senkrechte Position geschwenkt, wobei der Turmfuß etwas in Wagenmitte verschoben und am Unterwagen verriegelt wird. Der Oberwagen wird während dieses Vorganges durch einen Hydraulikzylinder und entsprechende Steuerung in seiner horizontalen Lage gehalten und nach dem Aufrichten des Turms an diesem fernbedient verbolzt. In diesem Zustand ist der Kran bereits in der Lage, die restlichen Aufbauarbeiten selbst auszuführen. Dazu werden die Gitterstützen (Spreader) an das obere Ende des Turmes gehoben und befestigt sowie die Verbindungsstangen zu den Stützen angebracht. Danach können der Turm in 20 Minuten auf seine Arbeitshöhe von maximal 76,5 m ausgefahren und die Abspannstangen zum Unterwagen gespannt werden. Zuletzt kann, falls dies erforderlich ist, noch bis zu 60 t Oberwagenballast vom Boden aufgenommen werden. Von einem eingespielten Team kann der Aufbau in sechs Stunden bewerkstelligt werden.

## Technische Daten
- maximale Hubhöhe: ca. 140 m
- maximale Traglast: 95 Tonnen bei 14 m Ausladung und 116 m Hubhöhe
- maximale Ausladung: 56 Meter, dabei 11 Tonnen Traglast und 95 m Hubhöhe
- Antriebsmotor im Unterwagen: Mercedes-Benz OM 904 LA, 130 kW bei 2200 1/min
- Antriebsmotor im Oberwagen: Mercedes-Benz OM 906 LA, 190 kW bei 1800 1/min
- Ballast: 0 oder 60 Tonnen (vier Teile zu je 14 Tonnen + Halterung)

## Vorteile
Der Hauptvorteil des GTK 1100 liegt in der Kombination von großen Traglasten bei großer Hubhöhe, wie sie beispielsweise bei der Montage von Windkraftanlagen vorkommen, und dabei relativ geringem Transport- und Montageaufwand sowie der geringen Montagefläche, wie diese auf beengten Industrie- oder Kraftwerksgeländen oft nur zur Verfügung steht.
Ein herkömmlicher Teleskopkran – beispielsweise der Liebherr LTM 1500-8.1 – benötigt für dieselbe Hubhöhe von 140 Metern bereits eine 84 bis 91 Meter lange, aus mehreren Einzelteilen, auf einer entsprechenden Fläche zusammenzubauende Gitterspitze und bietet dabei eine Traglast von etwa 11 Tonnen (vergleichsweise trägt der GTK 1100 bei dieser Hubhöhe 43 Tonnen).

## Nachteile
Bei geringen Hubhöhen, die auch von herkömmlichen Teleskopkranen ohne Einsatz eines zusätzlichen Auslegers erreicht werden können (im Allgemeinen sind das etwa 60 Meter) kann der Kran seine Vorteile nicht ausspielen. Außerdem verfügt der GTK trotz seiner Größe über keine besonders große Ausladung, da der Turm immer senkrecht steht. Seine wirtschaftlichen Einsatzmöglichkeiten sind daher eher bei sehr hohen Bauwerken zu finden.

## Betreiber
Der erste Betreiber des GTK 1100 ist die Firma Wiesbauer aus Bietigheim-Bissingen, welche auch an der Entwicklung mitgewirkt hat und derzeit ein Gerät dieses Typs betreibt. Insgesamt werden bereits fünf Geräte eingesetzt (davon vier von deutschen Betreibern), weitere sind bestellt bzw. befinden sich im Bau (Stand: Dezember 2008).